# Petersburg (Alaska)
Petersburg – jednostka osadnicza (census-designated place) w Stanach Zjednoczonych, w południowo-wschodniej części stanu Alaska, na Wyspie Mitkowa, siedziba okręgu Petersburg. W 2008 liczyła 2791 mieszkańców.

## Demografia
| rok  | mieszkańcy |
| ---- | ---------- |
| 1920 | 900        |
| 1930 | 1200       |
| 1940 | 1300       |
| 1950 | 1600       |
| 1960 | 1500       |
| 1970 | 2000       |
| 1980 | 2800       |
| 1990 | 3200       |